# طیف‌شناسی فروسرخ نزدیک

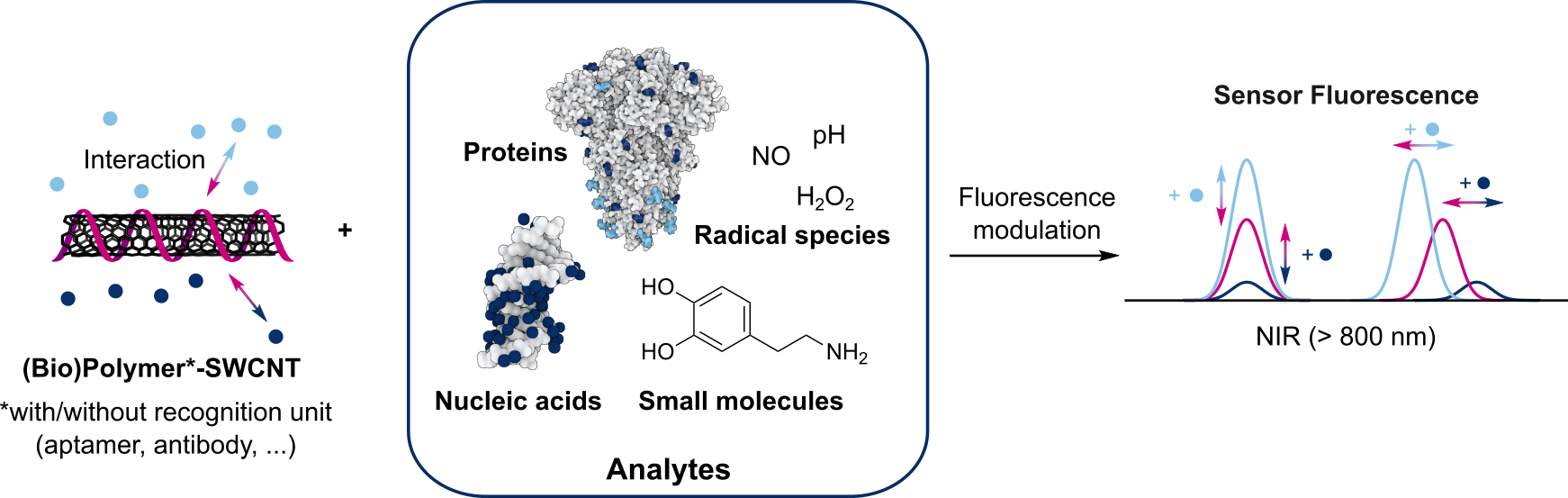
800 ×254 pixel Optical biosensors with SWCNTs.08:13, 13 February 2024

طیف‌شناسی فروسرخ نزدیک یا (به انگلیسی: Near-infrared spectroscopy) یک روش طیف‌شناسی است که از ناحیه نزدیک فروسرخ از طیف الکترومغناطیسی استفاده می‌کند. (از nm700 تا nm2500)
به‌طور نمونه می‌توان از تشخیص‌های پزشکی و فیزیولوژیکی، تحقیقات قند خون، اکسیژن‌سنجی، تصویربرداری از اعصاب، پزشکی ورزشی، تمرینات تخصصی پزشکی، آرگونومی، توانبخشی، تحقیقات دوران نوزادی، ادرارشناسی و عصب‌شناسی (جفت‌شدگی عصبی-رگی) نام برد. همچنین کاربردهای خوبی در زمینه‌هایی مثل داروشناسی ، کنترل کیفیت غذا و محصولات کشاورزی، شیمی جو و تحقیق دربارهٔ سوختن وجود دارد.

## نظریه
اساس طیف‌بینی فروسرخ نزدیک، اورتون مولکولی و ارتعاشات ترکیبی است. قوانین مکانیک کوانتوم چنین گذارهایی را ممنوع کرده‌است. به‌عنوان یک نتیجه ضریب جذب مولی در ناحیه نزدیک فروسرخ نوعاً بسیار کوچک است. یکی از فواید آن، این است ک فروسرخ نزدیک می‌تواند بیشتر از یک تابش فروسرخ میانی در یک نمونه نفوذ کند؛ بنابراین طیف‌بینی نزدیک فروسرخ یک تکنیک حساس نیست اما می‌تواند در گمانه‌زنی یک ماده بزرگ با مقدار کمی از آن یا بدون تهیه نمونه بسیار سودمند باشد.
اورتون مولکولی و نوارهای ترکیبی دیده‌شده در فروسرخ نزدیک، نوعاً بسیار پهن می‌باشد و ما را به طیف‌های پیچیده هدایت می‌کند . انتصاب ویژگی‌های اختصاصی به مواد شیمیایی خاص کار سختی خواهد بود. تکنیک‌های کالیبراسیون چندمتغیره (مثل تحلیل اصولی مؤلفه‌ها، کوچک‌ترین مربعات جزئی یا شبکه‌های مصنوعی عصبی) اغلب برای استخراج اطلاعات شیمیایی مطلوب استخراج می‌شوند. توسعه دقیق مجموعه‌ای از نمونه‌های کالیبراسیون و تکنیک‌های چندمتغیره کالیبراسیون برای روش‌های تحلیلی فروسرخ نزدیک ضروری می‌باشد.

## تاریخچه
کشف انرژی فروسرخ نزدیک به ویلیام هرشل (William Herschel) در قرن ۱۹م نسبت داده می‌شود اما اولین کاربرد آن در دهه ۱۹۵۰ آغاز شد. در ابتدا NIRS فقط به‌عنوان یک واحد اضافی برای وسایل نوری مثل طیف‌سنج‌های فرابنفش، نور مرئی یا فروسرخ میانی که از دیگر طول‌موج‌ها استفاده می‌کنند به کار برده می‌شد. در اواسط دهه ۱۹۸۰ یک دستگاه NIRS تک واحدی در دسترس قرار گرفت اما کاربردهای NIRS بیشتر روی آنالیز و تحلیل مواد شیمیایی متمرکز شد. با معرفی فیبرهای نوری اپتیکی در اواسط دهه ۱۹۸۰ و گسترش آشکارسازهای تک‌فام در اوایل دهه 1990 NIRS به ابزار قدرتمندتری برای تحقیقات علمی تبدیل شد.
این روش اپتیکی می‌تواند در زمینه‌های علمی مثل فیزیک، فیریولوژی و پزشکی به کار رود. تنها در دهه‌های اخیر است که NIRS به عنوان ابزاری پزشکی برای مراقبت از بیماران استفاده می‌شود.